# シンプロット
シンプロットことJ.R.シンプロット社（英: J. R. Simplot Company）は、アメリカ合衆国アイダホ州に本社を置く世界的なアグリビジネス企業、業務用冷凍フライドポテトメーカー。
1929年創業。1946年に世界で初めて冷凍フライドポテトを製品化し、1960年代から納品先のマクドナルドを通じて普及させた。21世紀現在でも世界的なシェアをもつ。創業者は「ポテト王」の異名をもつジョン・リチャード・シンプロット。

## 概要
アイダホ州の名産品であるポテトを中心に、食品製造販売のほか、肥料や品種研究なども手掛ける。ポテト以外にもアボカドやミックスベジタブルも扱う。
同業他社のラムウェストンとマケイン・フーズとともに「3大ポテトメーカー」と呼ばれる。
主な納品先にマクドナルド、バーガーキング、ウェンディーズなどのファーストフードチェーンがある。マクドナルドとは、1960年代のレイ・クロック時代から長らくパートナー関係にあった。しかし21世紀に入り、シンプロットが遺伝子組み換えポテトを開発した際は、マクドナルドに拒絶された。

## 沿革
- 1929年 - J.R.シンプロット（当時20歳）がポテト栽培を始め創業[2]。
- 1940年 - 缶詰乾燥ポテトの製造を開始[2]。第二次世界大戦中の米軍に納品する[1][6]。また製造過程で出た屑ポテトを家畜飼料に転用するなどして業務を拡大する[6]。
- 1946年 - 世界で初めて冷凍フライドポテトの販売を開始[2]。
- 1963年 - レイ・クロック時代のマクドナルドと業務提携開始[2]。以降マクドナルドとともに世界的な企業となる[3][4]。
- 2008年 - J.R.シンプロット逝去[1][9]。
- 2014年 - アイダホ州コールドウェル市に北米最大級の新工場開設[2]。

## 日本法人
日本では、1995年に東京に日本事務所が設立された後、2004年にシンプロット・ジャパン株式会社（英: Simplot Japan K.K.）が設立、米シンプロット社の完全子会社として製品の輸入や販売を行っている。
2014年や2022年に発生した冷凍ポテト輸入不安定化の際は、同業他社とともに対応に追われた。

## 関連書籍
- エリック・シュローサー 著、楡井浩一 訳『ファストフードが世界を食いつくす』草思社、2001年。ISBN 9784794210715。（第5章「フライドポテトはなぜうまい」）